# Dendrocincla
Dendrocincla là một chi chim trong họ Furnariidae.

## Hình ảnh

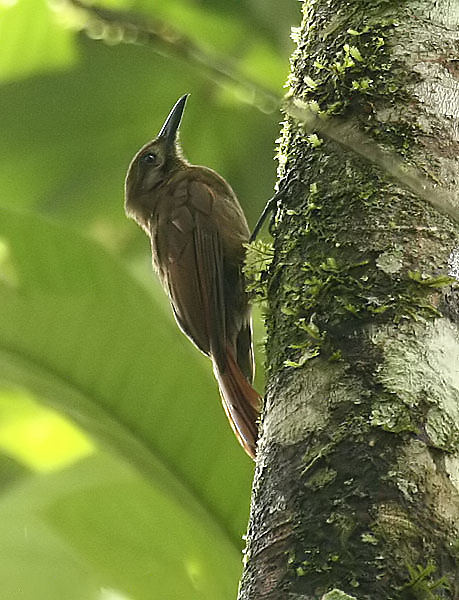
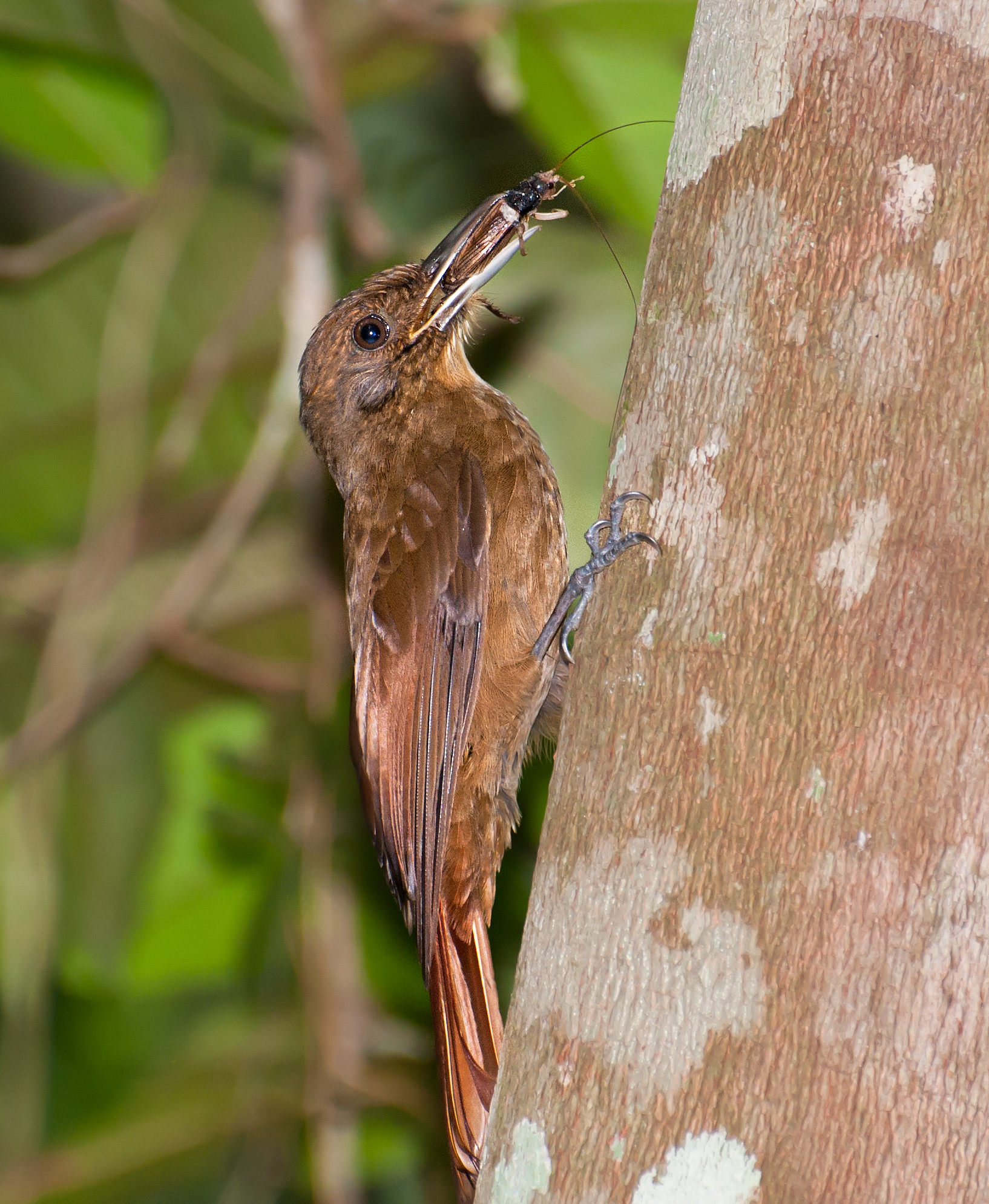